# Нікол (Таллінн)
Нікол Таллінн — естонський футбольний клуб, що нині не існує. Клуб був утворений в 1992 році на базі ТВМК Таллінн (на той час ТВМВ Таллінн). Клуб проіснував два роки й послужив прототипом для створення Лантана через два роки.

## Досягнення
- Кубок Естонії : (1)

1992–93

## Нікол (Таллінн) в естонському футболі
| Сезон   | Ліга        | Місце | В  | Н | П | МЗ | МП | РМ  | Очки |
| ------- | ----------- | ----- | -- | - | - | -- | -- | --- | ---- |
| 1992–93 | Мейстріліга | 3     | 15 | 3 | 4 | 58 | 17 | +41 | 48   |
| 1993–94 | Мейстріліга | 3     | 15 | 3 | 4 | 49 | 19 | +30 | 48   |

## Нікол (Таллінн) в Європі
- 1Q = Перший кваліфікаційний раунд
- 2Q = Другий кваліфікаційний раунд

| Сезон   | Кубок                  | Круглий | Країна   | Клуб          | Рахунок  |
| ------- | ---------------------- | ------- | -------- | ------------- | -------- |
| 1993–94 | Кубок володарів кубків | 1Q      | Норвегія | Ліллестрем СК | 0–4, 1–4 |